# Ceratobunoides sumatranus
Ceratobunoides sumatranus is een hooiwagen uit de familie Sclerosomatidae.